# Küttigkofen
Küttigkofen es una comuna suiza del cantón de Soleura, situada en el distrito de Bucheggberg. Limita al noroeste con la comuna de Lüterkofen-Ichertswil, al noreste con Bätterkinden (BE), al sureste con Kyburg-Buchegg, y al suroeste con Brügglen.

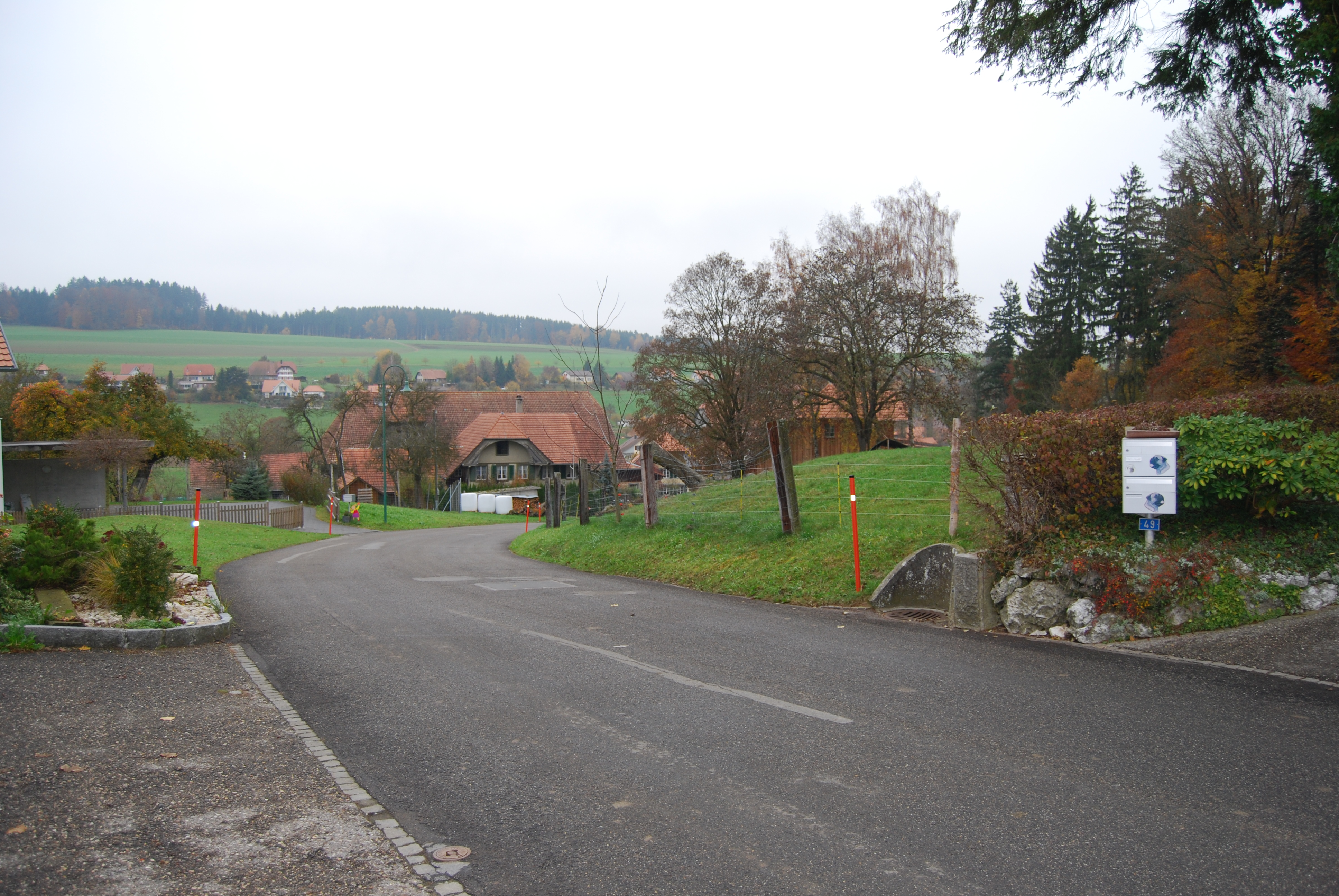
Küttigkofen